# Lybster
Lybster (Schots-Gaelisch: Liabost) is een vissersdorp aan de oostkust van de Schotse lieutenancy Caithness in het raadsgebied Highland.